# Carpats de Romania

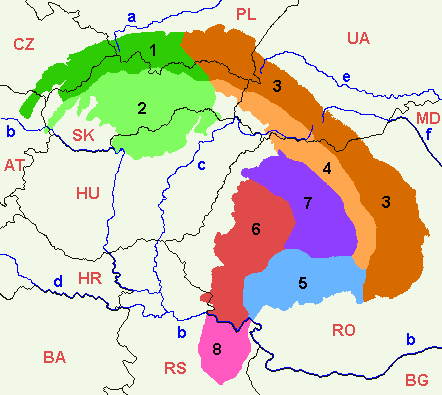
Mapa de les principals divisions dels Carpats, incloent seccions a Romania :
3. Carpats Orientals Exteriors
4. Carpats interiors orientals5. Carpats meridionals6. Carpats romanesos occidentals7. Altiplà de Transsilvània

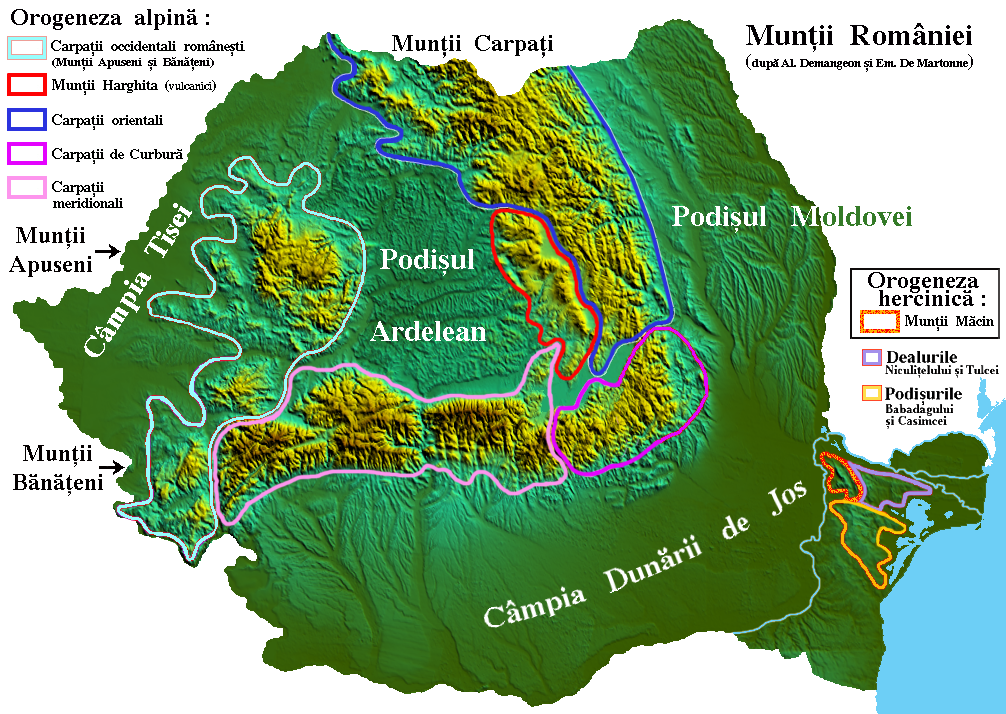
Divisions dels Carpats romanesos

Els Carpats de Romania (en romanès: Carpații românești) són una secció de les muntanyes dels Carpats, dins de les fronteres de la moderna Romania. Els Carpats són un "subsistema" del sistema Alps-Himàlaia i es divideixen en províncies geològiques i subprovincies.
Aquesta és una visió general de les subdivisions geològiques de la secció romanesa de les muntanyes dels Carpats. Les divisions més àmplies es mostren al mapa de la dreta. L'últim nivell de la divisió, és a dir, les serralades i conques reals, se sol anomenar "unitats". El detall del nivell més baix d'aquestes unitats es manté en espais separats.

## Límits
A Romania, les muntanyes dels Carpats limiten al sud amb Sèrbia (Danubi), i al nord amb la frontera amb Ucraïna. Tots els altres punts que els limiten es troben al territori de Romania: a l'exterior, altiplans, turons, planes, i a l'interior, la depressió muntanyosa de Transsilvània.
Un aspecte característic dels Carpats és la presència de moltes depressions i valls intramuntanyes. Alguns d'aquests són creats per rius com Jiu, Olt, Mureș, Bistriţa i el riu Danubi.
Es calcula que les muntanyes dels Carpats tenen 204 milions d'anys.

## Convencions de denominació
Les convencions tradicionals de denominació romaneses difereixen d'aquesta llista. A Romania, és habitual dividir els Carpats orientals en territori romanès en tres grups geogràfics (nord, centre, sud), a diferència als Carpats exteriors i interiors orientals.
L'altiplà de Transsilvània està envoltat pels Carpats i forma part geològica d'aquests, però no és una regió muntanyenca i la seva inclusió es discuteix en algunes fonts. Les seves característiques s'inclouen a continuació.
Les depressions dels Carpats exteriors es troben fora de l'arc ampli de tota la formació i generalment apareixen en la llista de les divisions individuals de les muntanyes dels Carpats, és a dir, dels Carpats Occidentals, Carpats Orientals, etc.

## Població i assentaments humans
Per les seves característiques bàsiques, com les altituds mitjanes, l'accentuada fragmentació, l'existència de colls cimers i colls situats a altures accessibles, els Carpats romanesos van constituir un territori entre els més favorables, tant per a l'establiment d'assentaments, com per a les diferents activitats realitzades als espais respectius.
L'expansió romana va suposar un desenvolupament econòmic i cultural excepcional a tota la zona muntanyosa. Molts assentaments van adquirir noves funcions, es van convertir en ciutats, es van construir fortificacions i assentaments fortificats, i a la Terra de Haţeg es va construir la Colonia Ulpia Traiana, la ciutat romana més important de Dàcia.
Els límits administratius dels estats feudals romanesos, independentment de la dominació temporal dels estats hongaresos, austríacs i austrohongaresos sobre una part dels Carpats, no representaven barreres per al moviment de població i productes, les muntanyes complien el paper d'un element de connexió entre regions complementàries des del punt de vista econòmic, habitades per un mateix poble, amb el mateix origen, la mateixa llengua, les mateixes tradicions de vida i de treball.
En l'època moderna i contemporània han aparegut noves formes de procés d'humanització, generades pel desenvolupament econòmic i social del país. Així, l'explotació d'alguns recursos minerals va atreure mà d'obra (per exemple: la conca del carbó de Petroşani), l'explotació del potencial hidroelèctric va tenir efectes similars, la construcció de nombroses vies de comunicació va requerir i retenir persones originàries de diferents regions del país, el desenvolupament del turisme va determinar la sedentarització del personal de serveis a les estacions de muntanya.
L'any 2002, els Carpats romanesos es van caracteritzar per un alt grau d'habitabilitat humana, el nombre d'assentaments urbans era de 61, amb una població d'uns 1.400.000 habitants. Entre les ciutats dels Carpats destaquen les següents: Braşov (uns 280.000 habitants l'any 2010), Reşita (uns 110.000 habitants), Deva i Hunedoara (uns 70.000 habitants cadascun), Sfântu Gheorghe (uns 60.000 habitants), Sighetu Marmaţiei, Miercurea Ciuc i Petroşani (cadascun amb més de 40.000 habitants).
El nombre d'assentaments rurals als Carpats és molt superior, al voltant de 2500, la seva mida va des de la presència de pobles molt grans (més de 5000 habitants) fins a alguns de menys de 100 habitants. Entre ells hi ha la localitat situada a l'altitud més alta de Romania, concretament Petreasa, a les muntanyes de Bihor, amb les últimes llars a 1400 metres.

## Geologia
Els Carpats s'estenen en un sistema geològic de rangs estructurals paral·lels, des de prop de Viena, travessa Moldàvia, recorre la frontera polonesa, txeca i eslovaca, a l’oest Ucraïna fins a Romania, acabant al nord de Bucarest. En aquest segment muntanyós es poden distingir una sèrie d’unitats estructurals de caràcter nappe.
La serralada es divideix en 3 segments: els Carpats meridionals, a Romania i Sèrbia, els Carpats occidentals que comprenen Eslovàquia, Polònia i República Txeca i els Carpats orientals, que comprenen Romania, Ucraïna, l’est d’Eslovàquia i el sud-est de Polònia.
A l’orient dels Carpats Exteriors, està la franja formada pel Skole Nappe, i en la part occidental està formada pel Nappe de Silèsia, els quals estan dividits per una depressió longitudinal central.
Els Carpats Interiors consisteixen en una sèrie de blocs separats. A l’oest es troba el Bloc Eslovac Central, al sud-est el Bloc dels Carpats Orientals i el Bloc dels Carpats del Sud, que inclou el Banat i el Bloc Serbi Oriental.
L’aïllat massís de Bihor, de les Muntanyes Apuseni de Romania, ocupa el centre de l’arc dels Carpats. Entre les formacions que construeixen aquests blocs es troben nuclis cristal·lins i metamòrfics sobre els quals s'han mogut les roques sedimentàries més joves, en major part eren dolomites de l’era del Mesozoic (fa uns 250 - 65 milions d’anys).
La tercera i més interna és de roca volcànica formada fa menys de 50 milions d’anys, que difereix en extensió en les seccions occidentals i orientals dels Carpats. El primer s'estén en forma d’arc que tanca, al sud i a l’est, el Bloc Eslovac Central, el segon recorre una línia pràcticament recta de nord-est a sud-est, seguint una línia de dislocació tectònica, o zona de ruptura en l’escorça terrestre, paral·lela amb aquesta part de les muntanyes. Entre aquesta serralada volcànica i el Bloc dels Carpats del sud, la Meseta de Transilvania s'estén, plena de formacions rocoses soltes de l’Era Cenozoica, és a dir, els últims 65 milions d’anys.
El Bloc Eslovac Central està desmembrat per una sèrie de conques menors en grups de muntanyes separats i construït amb roques més antigues, mentres que les conques s'han omplert amb roques de l’Era Cenozoica.
A Romania, els moviments orogènics van tenir lloc al llarg del flanc exterior dels Carpats fins fa menys de 10 milions d’anys, produint plecs i agitació de les roques sedimentàries de la depressió subcarpàtica: el resultat va ser la formació d’una gama relativament més baixa, anomenada subcarpatica junt als vertaders Carpats.
Les formes de relleu dels Carpats s'han desenvolupat, en la seva major part, durant l’era del Cenozoic. Als Carpats Interiors, on els moviments del plegament van acabar en l’època del Cretaci Superior, fa uns 100 o 65 milions d’anys, han sobreviscut rastres locals d’accidents geogràfics més antics del Cenozoic. Els moviments orogènics posteriors van aixecar ràpidament aquesta cadena muntanyosa doblada, deixant un llegat de formes fragmentaries de relleu de punta plana situades a diferents altituds i valls de bretxa profundament incisades, que sovint diseccionen cadenes muntanyoses. D’aquesta manera, per exemple, es van desenvolupar les seccions de bretxa del Danubi i d’alguns dels seus afluents com el Váh, el Hernád i el Olt.
Els Carpats només arriben una altitud sobre els 2.500 metres en alguns punts determinats, careixen de les grans glaceres, els abruptes pics, les extenses superfícies nevades i els nombrosos i immensos llacs comuns amb els Alps. Cap àrea de la serralada dels Carpats té neus perpètues i no hi ha glaceres. Aquestes muntanyes en la seva zona de major altitud arriben a una altitud com la de la regió mitjana dels Alps, amb els que comparteixen un aspecte, clima i flora comú.
Les dues cadenes muntanyoses es creuen només en un punt, a les Muntanyes de Leitha a Bratislava. De fet, el riu Danubi separa els Carpats dels Alps, com també les de Stara Planina o Monts Balcans a Orsova, zona del congost de les Portes de Ferro a Romania.
La vall de Oder i les Portes de Moravia separen els Carpats de les cadenes muntanyoses de Silesia i Moravia, que pertanyen a l’ala mitjana del gran massís central Europeu. A diferència de les altres ales del sistema, els Carpats que formen una línia divisòria de les aigües entre el Mar del Nord, el Mar Bàltic i el Mar Negre, estan rodejats per tots els cantons de planes, com la plana panònica al sud-est, la plana del Danubi més baixa (Romania) al sud, i la plana galitsina al nord-est.
La cadena muntanyosa va servir de frontera per als diversos estats com el Regne dels Magiars, l’Imperi Austrohongarès i l’Imperi Romà.
El repartiment de les muntanyes dels Carpats entre els diferents països és clarament asimètric: el 50% dels Carpats es troba dins del territori de Romania, mentre que l’altra meitat es divideix entre diversos països com ara el 17% pertany a Eslovàquia, un 10% a Polònia, 10% a Ucraïna, 5% a Sèrbia, 4% Hungria, 3% Txèquia i un 1% a Àustria.
Geologia dels Carpats a Romania
Com s'ha indicat, un 50% dels Carpats es troba dins del territori romanès, ocupant aproximadament un terci del territori total de Romania. Irrompen pel nord del país, servint de frontera natural entre les regions de Transilvania i Moldàvia, avancen fins al centre del territori romanès per després girar a l’oest en direcció a Sèrbia fent frontera entre les regions de Transilvania i Valàquia.

## Divisions romaneses
La cadena dels Carpats de Romania es classifica, segons les diferències geomorfològiques i geològiques, en tres grans unitats morfo tectòniques:
- Carpats orientals de Romania (Carpații Orientali) - amb 3 grups principals subdividits en 40 grups de muntanyes. Van desde la frontera amb Ucraïna fins al centre del país. Destaquen les muntanyes del Ceahlau, Ciucas, Hasmas i Rodna, i els pics més alts gairebé no sobrepassen els 2.000 metres d’altura.[5]
- Carpats del Sud (Carpații Meridionali) - amb 4 grups principals subdividits en 24 grups de muntanyes. També coneguts com a Alps Transilvans, són els que es troben més al sud de Romania. Destaquen els Monts Fagaras, amb el pic Moldoveanu, el més alt de Romania, i també els Monts Bucegi, Sureanu i Retezat.[5]
- Carpats occidentals de Romania (Carpații Occidentali Românești) - amb 3 grups principals subdividits en 18 grups de muntanya. Estan situats a l’oest de Romania, a prop amb la frontera amb Sèrbia, comprenen els Monts Apuseni, Poiana Rusca i Banatului.[5]

### Carpats de Romania orientals

#### Classificació romanesa

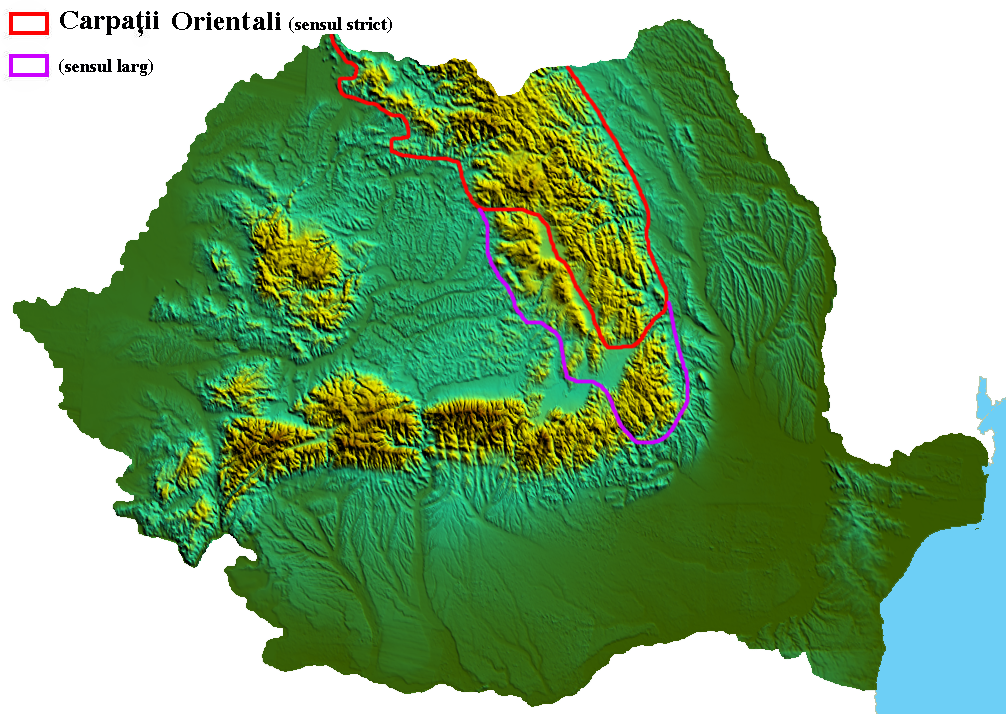
Carpats orientals a Romania

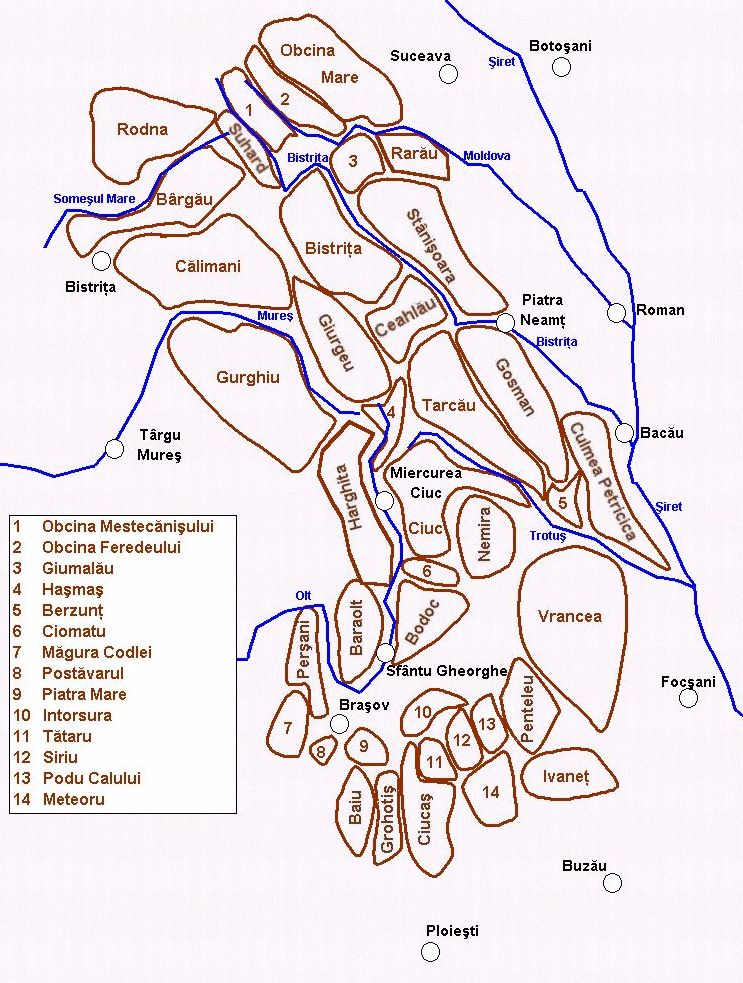
Gràfic dels Carpats orientals a Romania

Els Carpats orientals es divideixen en tres grups geogràfics; l'aproximació romanesa es mostra afegint les abreviatures següents als noms de les unitats de Romania:
- MMB = Carpats Maramureș- Bucovinians (Munții Carpați ai Maramureșului și Bucovinei) (grup nord)
- MMT = Carpats moldavosilvans (Munții Carpați Moldo-Transilvani) (grup central)
- MC = Curvature Carpathians (Munții Carpați de Curbură) (grup sud)

#### Una altra classificació
- Carpats Orientals Exteriors
  - Carpats moldavomuntenians
- Carpats interiors orientals
  - "Volcanic Ridge" (la porció romanesa del grup de l' Àrea Vihorlat-Gutin)
  - Muntanyes de Bistrița
  - Muntanyes Căliman-Harghita
  - Depressió de Giurgeu-Brașov

### Carpats del sud de Romania
- Grup de muntanyes Bucegi
- Grup de muntanyes Făgăraș
- Grup de muntanyes Parâng
- Grup de muntanyes Retezat-Godeanu

### Grups de muntanyes dels Carpats del Sud[8]

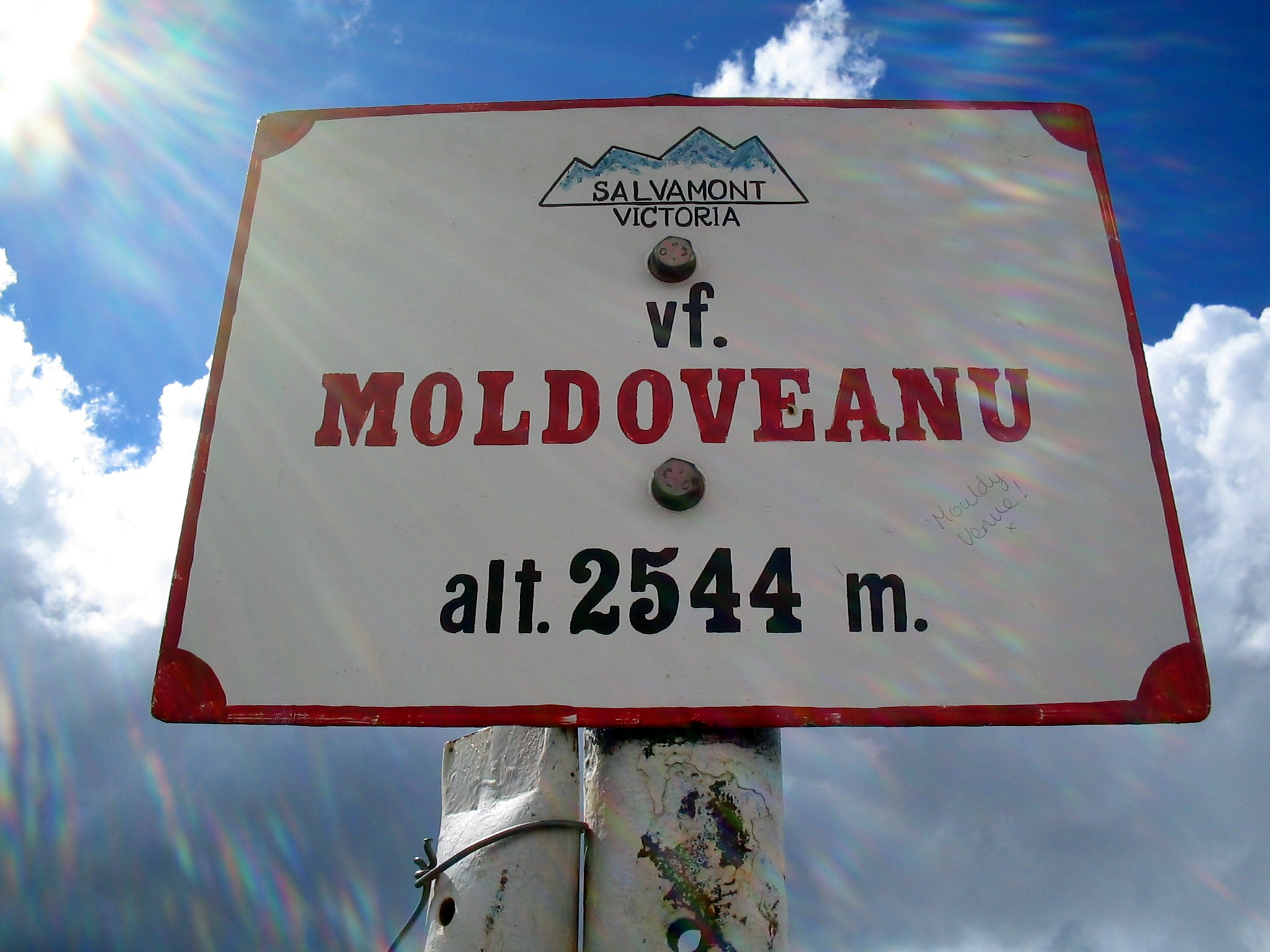
El pic Moldoveanu (2544 m) és el més alt de Romania i un dels cims més alts dels Carpats

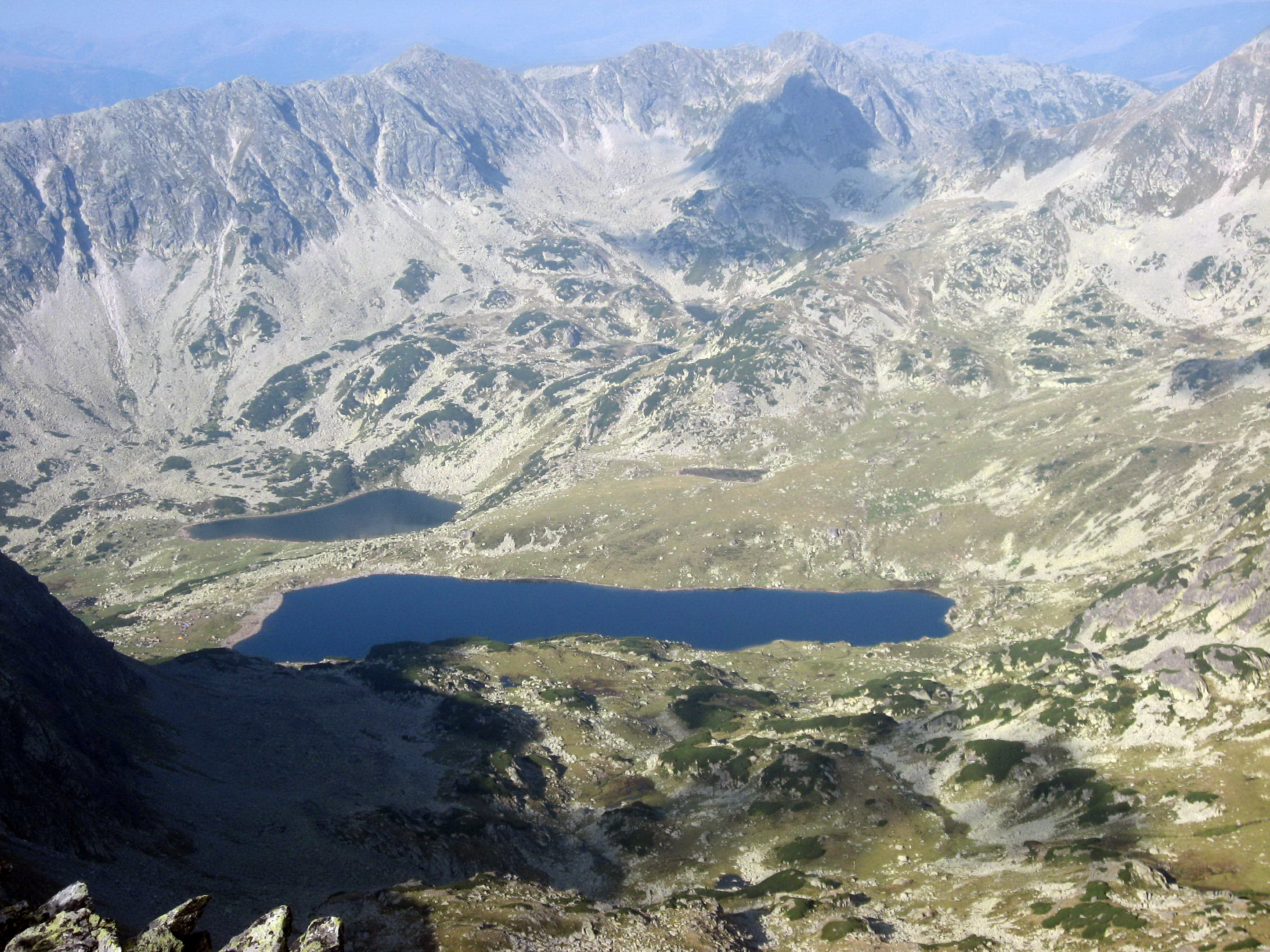
Llac Bucura a les muntanyes Retezat

D'est a oest, es poden identificar quatre grups muntanyencs, separats per diferents valls fluvials.
- Grup de muntanyes Bucegi – entre els rius Prahova i Dâmboviţa.
  - Muntanyes Bucegi (Munții Bucegi)
  - Muntanyes Piatra Craiului (literalment: "Roc del Rei")
  - Muntanyes Leaotă (Munții Leaotă)
- Grup de muntanyes Făgăraş – entre els rius Dâmbovița i Olt.
  - Muntanyes Făgăraş (Munții Făgărașului)
  - Muntanyes Iezer (Munții Iezer; literalment: "Mountanyes del llac profund")
  - Muntanyes Cozia (Munții Cozia)
- Grup de muntanyes Parâng – entre els rius Olt i Jiu.
  - Muntanyes Parâng (Munții Parâng)
  - Muntanyes Şureanu (Munții Șureanu/M. Sebeșului)
  - Muntanyes Cindrel (Munții Cindrel/M. Cibinului)
  - Muntanyes Lotru (Munții Lotrului; literalment: "Muntanyes del Lladre")
  - Muntanyes Căpăţână (Munții Căpățânii; literalment: "Muntanyes del crani")
- Grup de muntanyes Retezat-Godeanu– entre els rius Jiu, Timiș i Cerna.
  - Muntanyes Retezat (Munții Retezat; literalment: "Muntanyes tallades")
  - Muntanyes Godeanu (Munții Godeanu)
  - Muntanyes Vâlcan (Munții Vâlcan)
  - Muntanyes Mehedinţi (Munții Mehendinți)
  - Muntanyes Cerna (Munții Cernei)
  - Muntanyes Ţarcu (Munții Țarcu; literalment: "Muntanyes bolígraf").

Els dos primers grups són més abruptes al costat nord i els dos últims són més abruptes al costat sud.